# Mastochilus subobliquus
Mastochilus subobliquus là một loài bọ cánh cứng trong họ Passalidae. Loài này được Tyron miêu tả khoa học năm 1892.